# Leinebergland

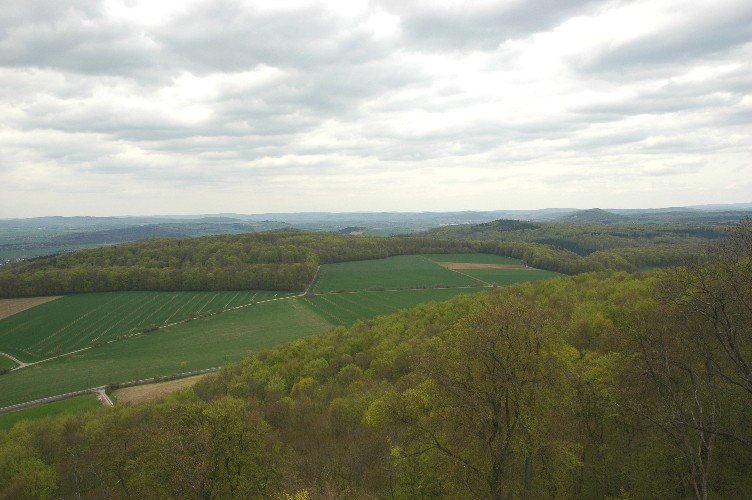
Gezicht op het Leinebergland ten noorden van Göttingen.

Het Leinebergland is een uit verscheidene heuvel- en lage bergruggen bestaand gebied, dat als middelgebergte kan worden beschouwd, gelegen in Duitsland, in de deelstaat Nedersaksen. Het ligt ten oosten van het Wezerbergland en ten westen van het Harzgebergte. Door het gebied loopt de rivier de Leine.
Dicht bij de zuidgrens van het gebied ligt de stad Göttingen, en bij de noordgrens ervan de stad Hannover.
De belangrijkste hoofdweg in het gebied is de van noord naar zuid lopende Autobahn A7 Hannover-Göttingen. 
Het Leinebergland  en het Wezerbergland worden samen ook wel aangeduid als Niedersächsisches Bergland.

## Geografie

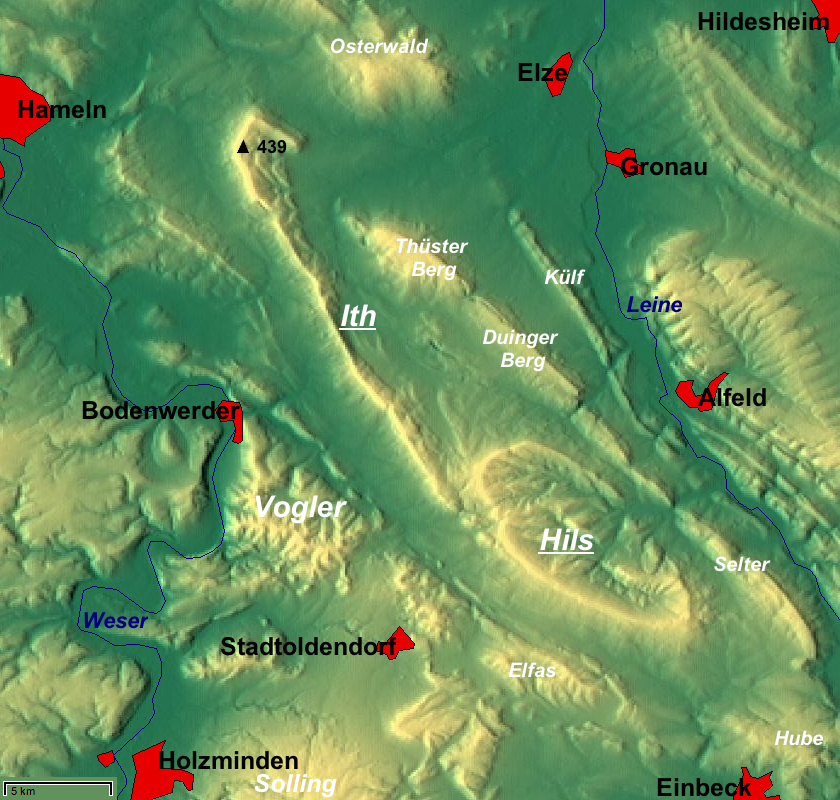
Kaart van het centrale gedeelte van het Leinebergland (oost) en het aangrenzende Wezerbergland (west)
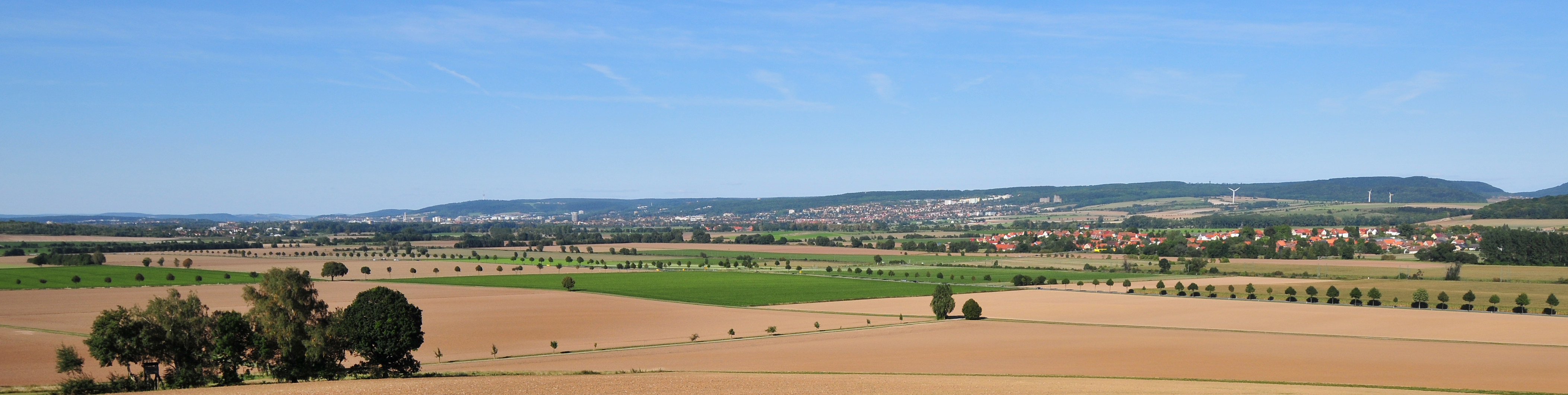
De Leinegraben tussen Göttingen en Niedernjesa met het Leinebergland
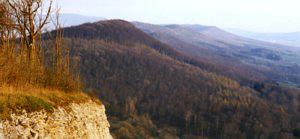
Gezicht op de beboste kam van de Ith. Op de voorgrond is het lichte kalksteen zichtbaar
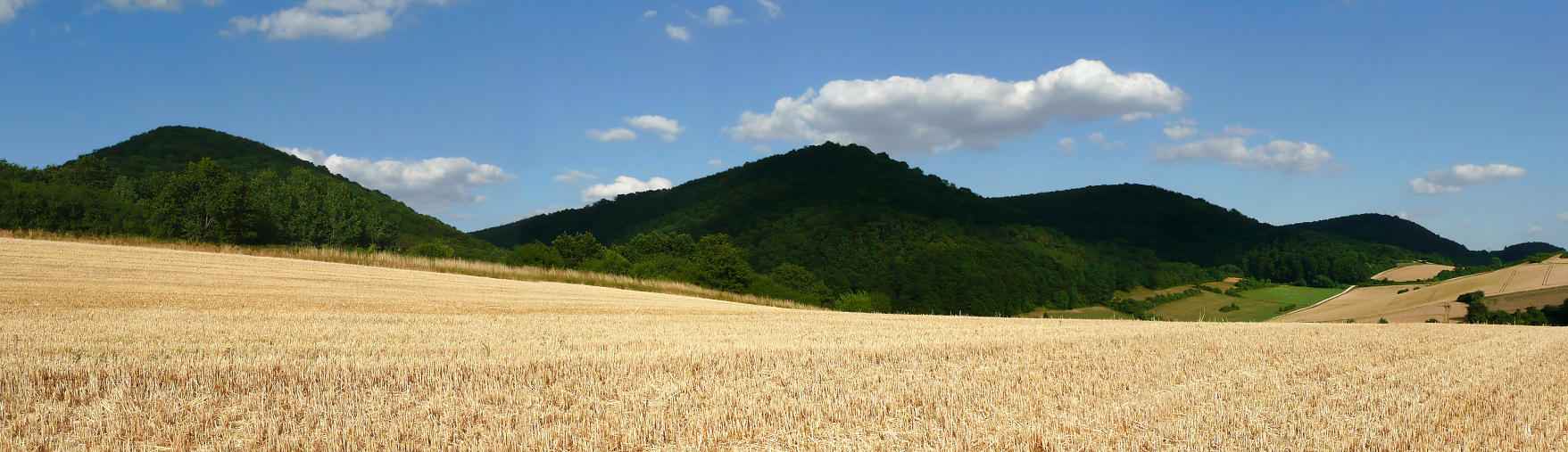
De Sieben Berge bij Brüggen (Leine), halverwege Gronau (Leine) en Alfeld

Het Leinebergland is geen aaneengesloten middelgebergte. Het is een door de Leine, die van zuid naar noord door het gebied stroomt, en haar zijbeken doorsneden verzameling van kleine heuvel- en bergruggen. De meest westelijke daarvan worden door sommige geografen ook wel tot het Wezerbergland gerekend.
Het dal van de Leine wordt in het Duits merkwaardigerwijze niet Leinetal, maar Leinegraben (= Leinegracht) genoemd. Het dal is in het noordelijke gedeelte van het Leinebergland nogal smal, vooral tussen Alfeld en Einbeck.

### De afzonderlijke heuvel- en bergtoppen
Ongeveer van noord naar zuid:
| Naam            | Hoogte + NN | Gebied                                 |
| --------------- | ----------- | -------------------------------------- |
| Kleiner Deister | 345,7 m     | Calenberger Bergland                   |
| Nesselberg      | 378,2 m     | Calenberger Bergland                   |
| Osterwald       | 419,2 m     | Calenberger Bergland                   |
| Ith             | 439 m       | Alfelder Bergland (linker Leineoever)  |
| Thüster Berg    | 441 m       | Alfelder Bergland (l)                  |
| Külf            | 260 m       | Alfelder Bergland (l)                  |
| Sieben Berge    | 395 m       | Alfelder Bergland (rechter Leineoever) |
| Vorberge        | 353,0 m     | Alfelder Bergland (r)                  |
| Duinger Berg    | 330 m       | Alfelder Bergland (l)                  |
| Sackwald        | 374 m       | Alfelder Bergland (r)                  |
| Hils            | 480,4 m     | Alfelder Bergland (l)                  |
| Selter          | 395,0 m     | Alfelder Bergland (l)                  |
| Helleberg       | 297,5 m     | Alfelder Bergland (r)                  |
| Elfas           | 409,6 m     | Sollingvorland (l)                     |
| Hube            | 346,2 m     | Südwestliches Harzvorland (l)          |
| Heber           | 314 m       | Innerstebergland (r)                   |
| Ahlsburg        | 411,4 m     | Sollingvorland (l)                     |
| Amtsberge       | 392,2 m     | Sollingvorland (l)                     |
| Holzberg        | 444,5 m     | Sollingvorland (l)                     |
| Weper           | 379 m       | Sollingvorland (l)                     |
| Imbshäuser Wald | 323,3 m     | Südwestliches Harzvorland (r)          |
| Edesheimer Wald | 270 m       | Südwestliches Harzvorland (r)          |
| Göttinger Wald  | 427,5 m     | Göttingen-Northeimer Wald (r)          |
| Reinhäuser Wald | 437 m       | Göttingen-Northeimer Wald (r)          |
| Wieter          | 358,4 m     | Göttingen-Northeimer Wald (r)          |

## Steden
| Ongeveer van noord naar zuid: - Elze - Gronau (Leine) - Alfeld (Leine) - Einbeck - Northeim - Göttingen | Steden in de buurt van het Leinebergland: - Bad Gandersheim - Moringen - Hardegsen |

## Geologie, menselijke invloed

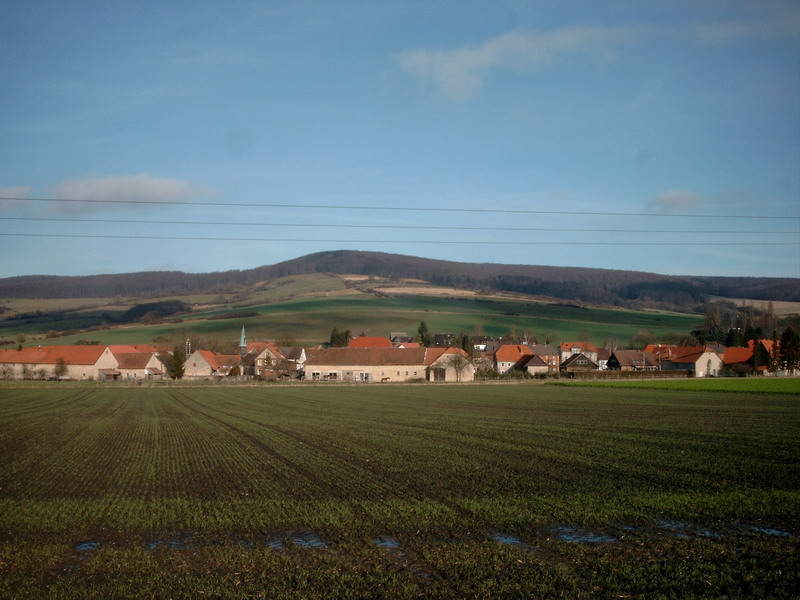
Het dorpje Thüste bij Salzhemmendorf met op de achtergrond de Thüster Berg

De diverse, van nature grotendeels met loofbos bedekte, bergruggen bestaan grotendeels uit kalksteen, daterende uit verschillende geologische periodes binnen het Mesozoïcum. Voor meer details zie onderstaande literatuur en weblinks. Aan de randen van het gebied zijn veel lagere gedeeltes bedekt geraakt met vruchtbare  löss. Hier zijn landbouwgebieden ontstaan, zoals aan de zuidrand enige als Lößbörde aangeduide streken.
In veel heuvelruggen is kalksteen gewonnen. Hier en daar zijn nog steeds steengroeven in exploitatie.
De vaak steile heuveltoppen maakten deze hier en daar tot plekken om kastelen en burchten te bouwen. Deze dienden in de middeleeuwen om strategisch belangrijke punten voor het noord-zuid-verkeer over en langs de Leine te controleren, er tol te heffen of, als een roofridder het kasteel bewoonde,  te roven.
De vele loofbossen in de streek maakten  kleinschalige bosbouw, alsmede hout verwerkende ambachten en kleine industrie mogelijk.

## Toerisme
Vanaf de 19e eeuw kwam het toerisme op, vooral voor liefhebbers van bergwandeltochten. Dit werd echter niet zeer intensief, omdat het nabijgelegen Harzgebergte hoger en spectaculairder is en meer toeristen trekt. In het Leinebergland is het maken van lange wandelingen niet altijd en overal mogelijk, vanwege belangenconflicten met de bosbouw. Wandelroutes worden ook gebruikt voor zware transporten van  bij de boskap geoogste boomstammen. Desalniettemin zijn er vanuit de soms pittoreske stadjes een aantal wandelroutes uitgezet. Begin 21ste eeuw is er ook fiets- en mountainbiketoerisme opgekomen. Enkele bergruggen lenen zich voor vormen van bergsport, zoals rotsklimmen. Wel zijn hier beperkingen aan verbonden vanwege de aanwezigheid van beschermde roofvogels.
In dit gebied wordt tamelijk veel aan zweefvliegen gedaan.
Het zweefvliegterrein „An den Sieben Bergen“ ligt ruim 1 km ten zuidoosten van Wallenstedt en op 5 km ten zuidoosten van Gronau (Leine), aan de noordflank van de Sieben Berge. Ook op de hellingen van de Ith wordt deze sport beoefend, echter meestal vanaf gewone weilanden.